# 8321 Akim
8321 Akim è un asteroide della fascia principale. Scoperto nel 1977, presenta un'orbita caratterizzata da un semiasse maggiore pari a 2,6528773 UA e da un'eccentricità di 0,1046387, inclinata di 12,12085° rispetto all'eclittica.